# Meziměstská tramvaj

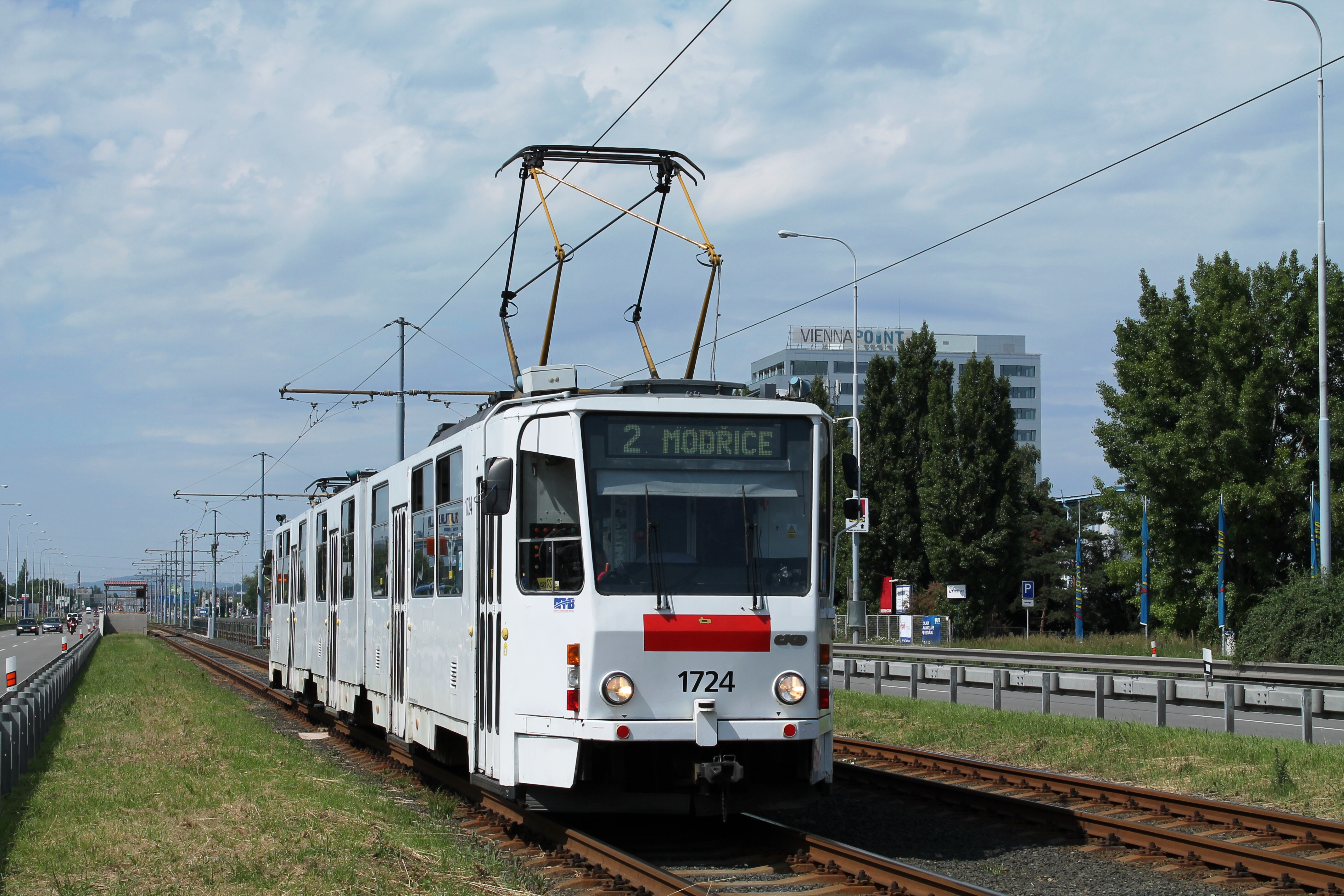
Tramvaj Tatra KT8D5 na meziměstské trati z Brna do Modřic

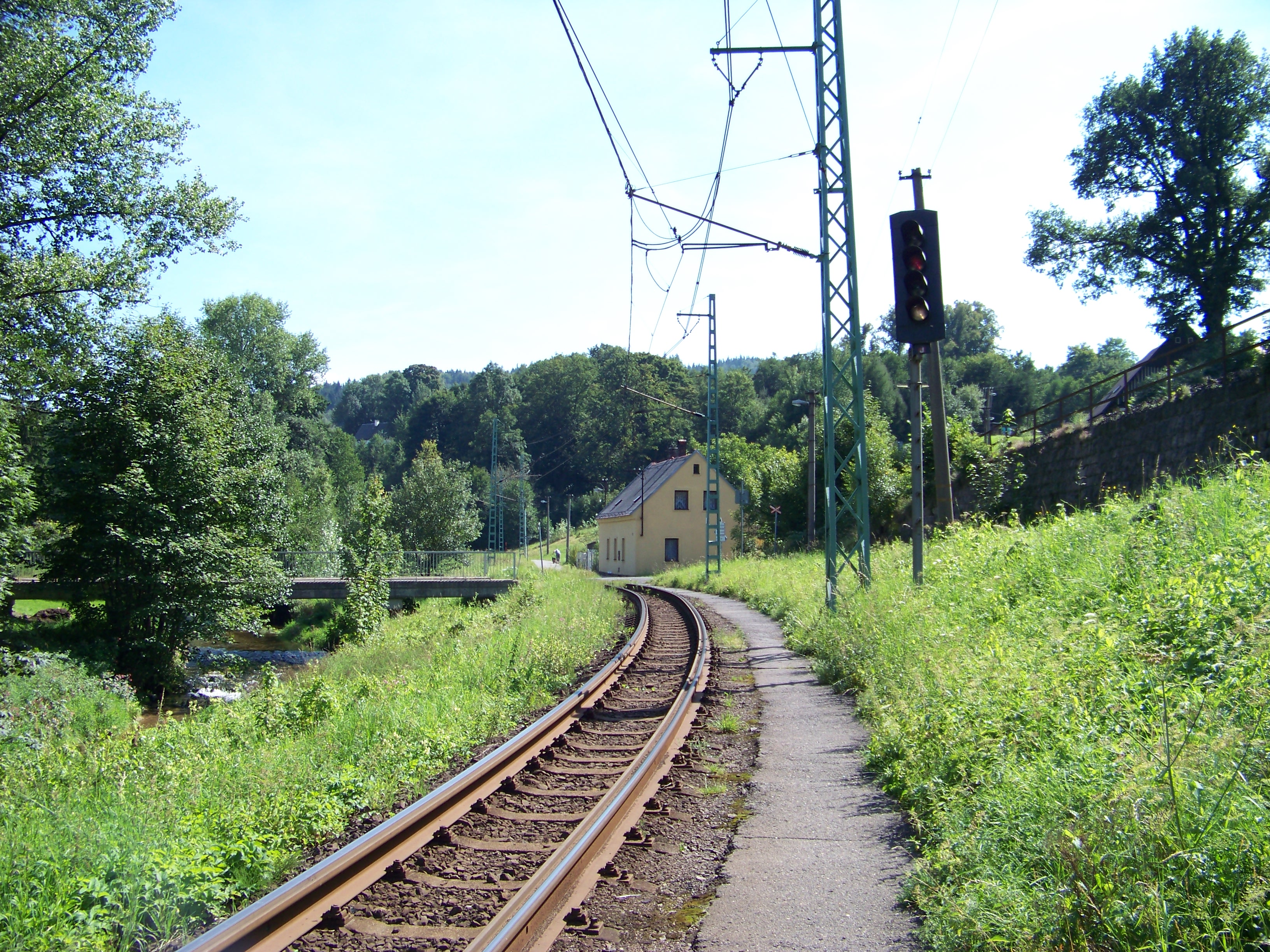
Meziměstská tramvajová trať z Liberce do Jablonce nad Nisou

Meziměstská tramvaj je forma tramvajové dopravy, často rychlodrážního nebo vlakotramvajového typu, která překračuje administrativní hranice obcí.

## Historie
Meziměstské a příměstské tramvajové tratě byly stavěny od počátku tramvajové dopravy jak v Evropě, tak v Severní Americe. Často měly charakter elektrifikované místní dráhy. Známá je například již zaniklá trať z Vídně do Bratislavy nebo stále funkční dráha z Vídně do Badenu. Řada těchto tratí zanikla, společně s obecným útlumem tramvajové dopravy v západní Evropě a Severní Americe, po druhé světové válce. Od konce 20. století dochází k výstavbě některých nových tratí, např. pařížský tramvajový systém je z velké části tvořen meziměstskými tratěmi.

### Meziměstské tratě v Česku

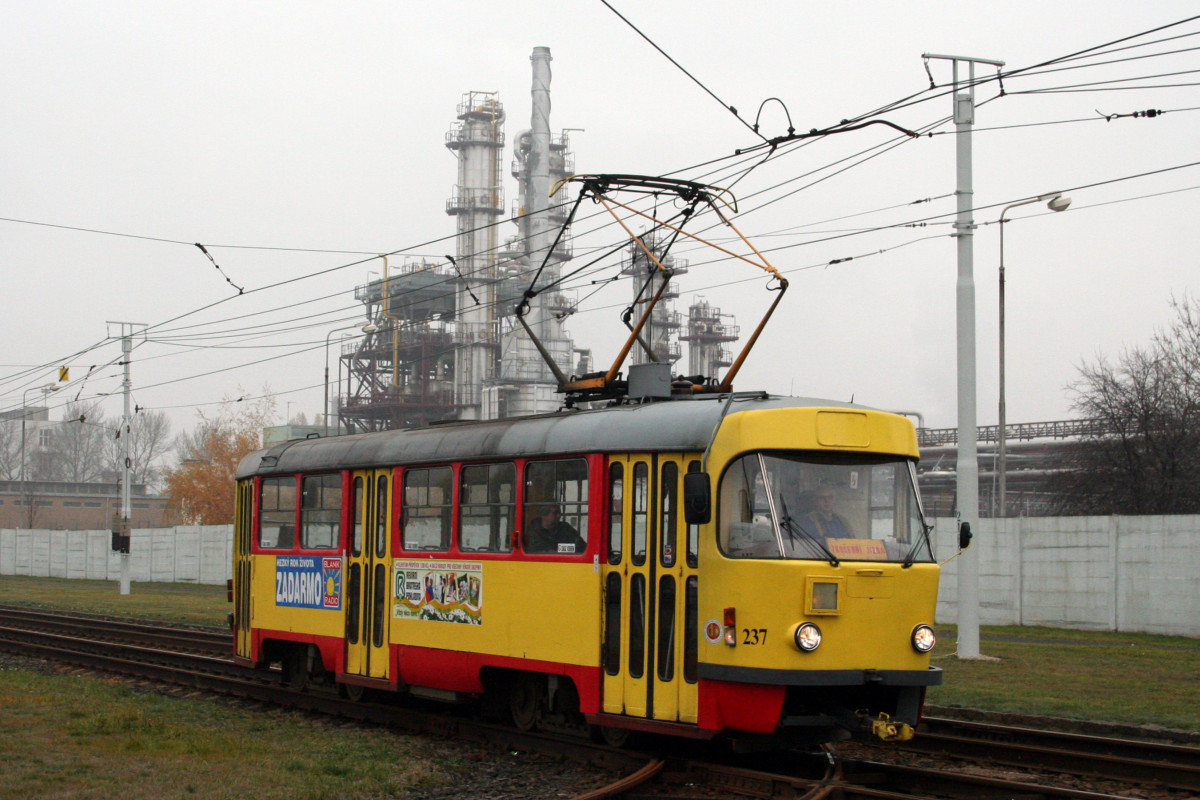
Tramvaj Tatra T3SUCS na meziměstské trati mezi Mostem a Litvínovem

Již první tramvajová trať v českých zemích byla meziměstskou dráhou. V roce 1869 byla zprovozněna koněspřežná trať z Brna do tehdy samostatného městysu Královo Pole. Také v Praze vedly tramvajové tratě na přelomu 19. a 20. století do samostatných obcí a měst (elektrická drobná dráha Praha – Libeň – Vysočany, elektrická dráha Smíchov–Košíře). V průmyslovém okolí Ostravy vznikl počátkem 20. století systém úzkorozchodných elektrických příměstských drah, které byly v provozu do roku 1973.
Ve 21. století existují v Česku čtyři meziměstské tramvajové tratě překračující administrativní hranice obcí. Ve dvou případech jde o dráhy rychlodrážního charakteru: trať z Mostu do Litvínova z 50. let 20. století slouží především k obsluze areálu chemického závodu společnosti Unipetrol, trať z Brna do Modřic z roku 1977 rovněž vede průmyslovou oblastí. Zbylé dvě dráhy jsou jednokolejné a spíš místního charakteru: úzkorozchodná trať z Liberce do Jablonce nad Nisou vznikla na přelomu 40. a 50. let 20. století jako spojení jablonecké (již zrušena) a liberecké tramvajové sítě, zatímco trať z Ostravy do Kyjovic-Budišovic byla původně místní železniční tratí, která byla ve druhé polovině 40. let 20. století upravena pro tramvajový provoz.
Velké diskuze se již několik let vedou kolem vlakotramvají v Praze a jejím okolí. Mluví se o drahách do Mělníka, Hostivice nebo do Jesenice. Velkou stavbou měly též být projekty vlakotramvají na Ostravsku.